# Червона книга СРСР
«Червона книга СРСР» (рос. Красная книга СССР) — анотований список рідкісних видів рослин, тварин та грибів, а також тих видів, що перебувають на межі зникнення, на території СРСР. Перше видання було опубліковане у 1978 році.

## Історія
Перше видання «Червоної книги СРСР» було затверджене 1974 року опубліковане у 1978 році. Публікація була приурочена до відкриття XIV Генеральної асамблеї Міжнародного союзу охорони природи, що відбулося у Ашгабаті — столиці Туркменської РСР, СРСР; нині — Туркменістан. Друге видання було оприлюднене у 1984 році.

## Структура
Червона книга СРСР поділена на дві частини: перша присвячена тваринам, а друга — рослинам.
Для характеристики рідкісних або таких, що перебувають на межі зникнення, видів тварин використовувалися такі рубрики:
- назва та систематичне положення виду;
- категорія статусу;
- географічне поширення;
- характеристика місць проживання та їхній сучасний стан;
- чисельність у природі;
- характеристика процесу розмноження;
- конкуренти, вороги та хвороби;
- причини змін чисельності;
- чисельність у неволі;
- характеристика розмноження у неволі;
- вжиті заходи охорони;
- необхідні заходи охорони;
- джерела інформації.

Усі рубрики використовуються для кожного виду рідкісних тварин. У першому виданні використовувалася спрощена шкала категорій статусу. Для рослин використовувалися лише дві категорії:
- Категорія А: види, що перебувають під загрозою зникнення. До неї були занесені види, що проживають на території СРСР і вже були занесені до Червоного списку МСОП;
- Категорія Б: рідкісні види.

До першого видання Червоної книги СРСР (1978) були занесені 62 види і підвиди ссавців, 63 — комах, 21 вид плазунів, 8 видів земноводних, 444 види рослин. До другого видання (1984) внесли 202 види комах, 2 види ракоподібних, 19 видів молюсків, 9 видів і підвидів риб, 9 видів земноводних, 37 видів плазунів, 80 — птахів, 94 — ссавців.

## Категорії
Усі види рослин, тварин і грибів, занесених до Червоної книги СРСР, розподілялися по 5 категоріях:
- І категорія — види, які перебувають під загрозою зникнення;
- ІІ категорія — види, чисельність яких нині ще висока, але вона дуже швидко скорочується;
- ІІІ категорія — види рідкісні або живуть на обмеженій території;
- IV категорія — види низької чисельності, але маловивчені, що не дає підстав занести їх до вищезазначених категорій;
- V категорія — види, чисельність яких завдяки вжитим заходам почала зростати і небезпека їх зникнення минула.